# ÖBB 1041
Die Lokomotiven der Reihe 1041 der Österreichischen Bundesbahnen (ÖBB) waren vierachsige elektrische Lokomotiven die von 1951 bis 2003 im Einsatz waren. Die Maschinen wurden von Simmering-Graz-Pauker gebaut.

## Geschichte

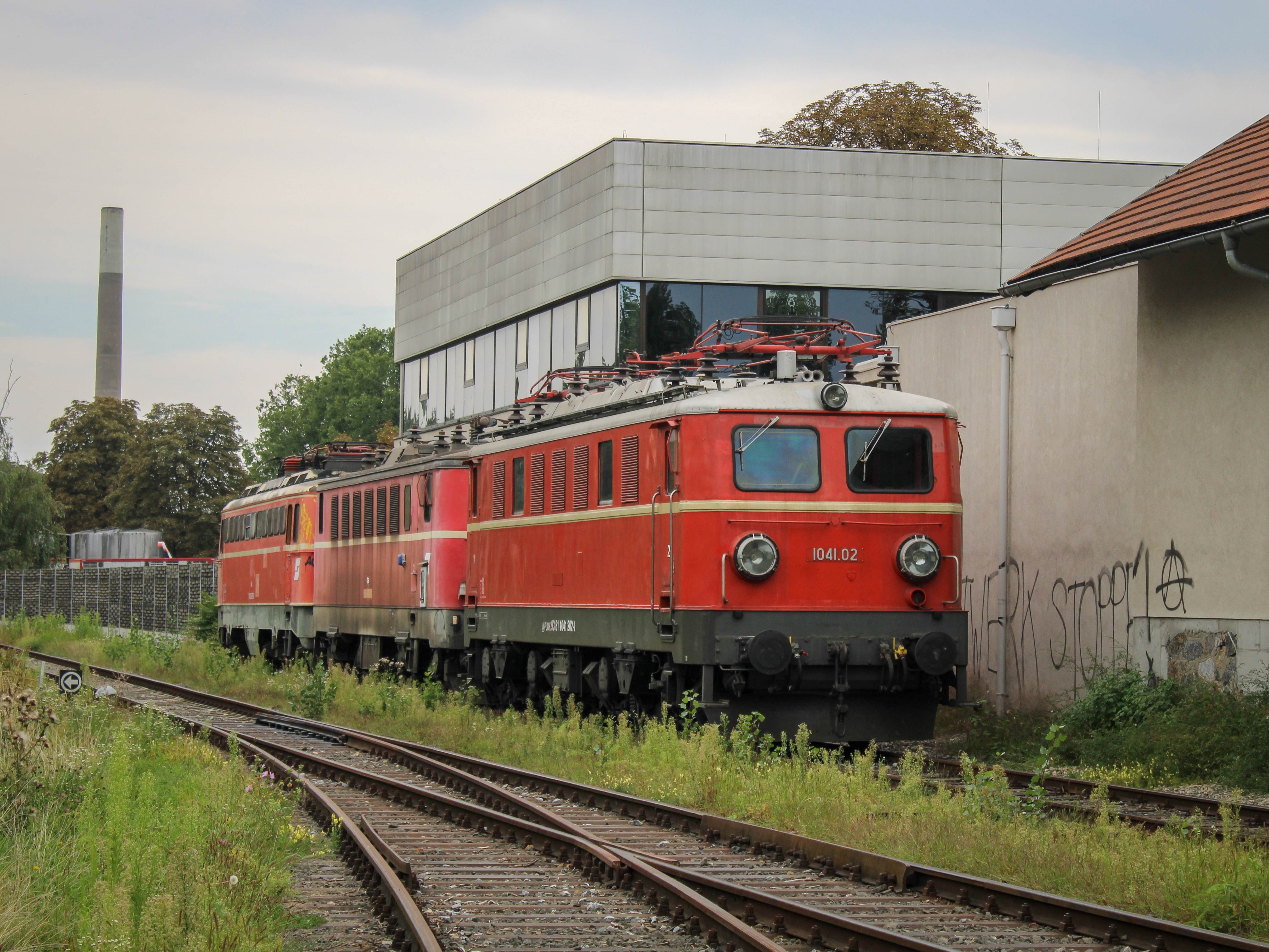
1041.202 in Graz kurz vor der Verschrottung (2021)

Die Österreichischen Bundesbahnen benötigten für ihr umfangreiches Elektrifizierungsprogramm nach dem Zweiten Weltkrieg neue Elektrolokomotiven, um die Dampftraktion abzulösen. Dies führte nach dem Bau der Neubaulok-Reihe 1040 zum Bau der Reihe 1041. Während der elektrische Teil und die Hilfsbetriebe nahezu unverändert von der Reihe 1040 übernommen wurden, ging man bei der Mechanischen Konstruktion eigene Wege.
Zwischen 1951 und 1953 wurden insgesamt 25 Stück dieser Reihe beschafft. Sie wurden in drei Serien bestellt: 1951 sechs Lokomotiven, 1952 neun und 1953 zehn. Für den elektrischen Teil waren AEG, BBC, ELIN und SSW zuständig, der Wagenkasten und der mechanische Teil wurde von SGP gefertigt.
Die Loks der Reihe 1041 waren vor ihrer Ausmusterung in Attnang-Puchheim und in Selzthal stationiert. Sie wurden auf den Strecken im Ennstal, Salzkammergut und im Raum Attnang-Puchheim im Regional- und Verschubgüterzugverkehr eingesetzt. Die Reihe 1041 wurde gleichzeitig mit der Reihe 1040 im Zuge des Modernisierungsprogrammes der ÖBB bis Dezember 2003 ausgemustert. Die letzten Vertreterinnen dieser Reihe waren 1041.006, 015 und 202.

## Konstruktion

### Mechanische Konstruktion
Die meisten Unterschiede zur Vorgängerreihe 1040 sind im mechanischen Teil. Obwohl sie in einigen Parametern wie Radsatzdurchmesser und Dienstgewicht der Reihe 1040 gleicht, wurden Rahmen, Lokkasten und Drehgestelle komplett neu konstruiert. Dadurch ergeben sich auch einige Unterschiede, wozu auch ein größerer Drehzapfen- und Achsabstand zählen. 
Zur Gewichtsverringerung wurde der Lokkasten in Hohlträgerkonstruktion ausgeführt. Der Lokkasten und die miteinander gekuppelten Drehgestelle sind komplett geschweißt, die Drehzapfen der Drehgestelle sind im Oberkasten fest gelagert. Die Pufferbrüste wanderten wieder an den Hauptrahmen.
Ab der Lok 1041.16 erhielten die Maschinen durch einen Knick zwischen den Frontfenstern einen etwas windschnittiger ausgeführten Lokkasten.
Alle Lokomotiven hatten ursprünglich ein geradverzahntes Getriebe. Vier Lokomotiven erhielten allerdings bei Hauptausbesserungen im Werk Linz ein schrägverzahntes Getriebe mit einem neuen Übersetzungsverhältnis. Diese Lokomotiven wurden als 1041.2 bezeichnet. Es handelte sich dabei um 1041.202, 204, 219 und 222.
Die Reihe 1041 wurde ursprünglich einen AEG-Kleinow-Federtopfantrieb in leicht abgeänderter Form wie er in der Reihe 1018 zur Anwendung kam ausgerüstet. Da sich diese Variante des Federtopfantriebes bei der 1041 nicht bewährte wurde dieser durch einen Gummipufferantrieb ersetzt.

### Elektrische Konstruktion
Die elektrische Konstruktion wurde fast unverändert von der Reihe 1040 übernommen. Das Dach trug zwei Stromabnehmer der Bauart IV mit Siemens-Palette und Siemens-Schleifstücken, die Dachleitungen und den AEG-Druckgasschalter. Im Zuge von umfangreicheren Adaptierungen ab Mitte der 1980er-Jahre wurden die Maschinen mit dem BBC-Druckluftschnellschalter ausgerüstet. 

### Hilfsbetriebe
Die Loks waren mit einer automatisch wirkenden Druckluftbremse mit Nachbremsventil, einer direkt wirkenden Zusatzbremse und einer elektrischen Widerstandsbremse ausgestattet. Weiters waren alle Loks mit Sifa, Indusi und Zugfunk ausgerüstet. Ursprünglich mit Druckluftpfeifen ausgestattet wurden alle Loks auf Druckluftmakrofone umgerüstet.

## Ausmusterung

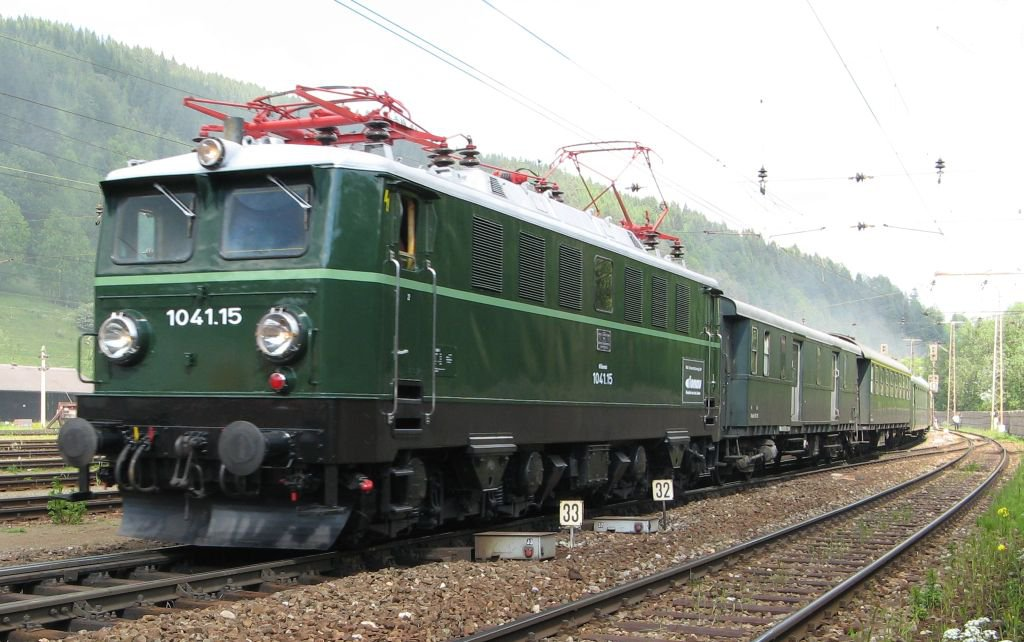
Die 1041.15 wurde weitgehend in den Ursprungszustand zurückversetzt.

Vier 1041 bleiben als Nostalgie- und Museumslokomotiven erhalten.
Am 6. September 2021 wurde 1041.202 zur Verschrottung nach Graz überstellt, wo sie im Jänner 2022, nach langen intensiven Verhandlungen zur Rettung und einigem Aufsehen verschrottet wurde.
| Nummer     | Baujahr | Farbgebung | Eigentümer | Standort                 |
| ---------- | ------- | ---------- | ---------- | ------------------------ |
| 1041.001-7 | 1952    | blutorange | ÖSEK       | Strasshof                |
| 1041.005-8 | 1952    | blutorange | ÖGEG       | Ampflwang                |
| 1041.006-6 | 1952    | blutorange | ÖGEG       | Ampflwang                |
| 1041.015   | 1953    | tannengrün | ARGE       | Strasshof                |
| 1041.202-1 | 1952    | blutorange | ProLok     | Anfang 2022 verschrottet |